# 3e étape du Tour de France 2013
Pour un article plus général, voir Tour de France 2013.
La 3e étape du Tour de France 2013 se déroule le lundi 1er juillet 2013. Elle part d’Ajaccio et arrive à Calvi.

## Parcours
Les 145 km du parcours longent la côte méditerranéenne entre Ajaccio et Calvi. En plus d'un sprint à Sagone, les coureurs passent par un col de quatrième catégorie : le col de San Bastiano (415 mètres), deux difficultés de troisième catégorie : le col de San Martino (429 mètres), et la côte de Porto (161 mètres), un col de deuxième catégorie : le col de Marsolino (443 m), ainsi qu'un passage aux col de la Croix et de la Palmarella.

## Déroulement de la course
Dès le départ, Lieuwe Westra (Vacansoleil-DCM) attaque et est rapidement rejoint par quatre coureurs, Cyril Gautier (Europcar), Alexis Vuillermoz (Sojasun), Sébastien Minard (AG2R La Mondiale) et Simon Clarke (Orica-GreenEDGE). Les coéquipiers du maillot jaune Jan Bakelants (RadioShack-Leopard) laissent partir les cinq échappés. Clarke passe en tête le col de San Bastiano. Le peloton est alors pointé à plus de quatre minutes. Les échappés ne se disputent pas le sprint de Sagone ; Minard passe le premier. Clarke franchit à nouveau en tête le col de San Martino et la côte de Porto, deux difficultés de troisième catégorie.
Cependant sous l'impulsion des coureurs de l'équipe RadioShack-Leopard, le retard du peloton sur les échappés est descendu sous les deux minutes. Au pied du col de Marsolino, Clarke et Minard s'isolent. Dans la montée, l'Australien lâche le Français, mais le peloton n'est pas loin, mené par Tony Gallopin (RadioShack-Leopard). Pierre Rolland (Europcar) sort, dépasse Clarke et passe le sommet en tête, consolidant son maillot de meilleur grimpeur. Le coureur d'Europcar poursuit son effort dans le descente, vite rejoint par Sylvain Chavanel (Omega Pharma-Quick Step), Lars Petter Nordhaug (Belkin) et Mikel Nieve (Euskaltel Euskadi). Cependant les coureurs d'Orica-GreenEDGE ramènent le peloton sur les quatre fuyards. Malgré une dernière tentative en solitaire de Tom Dumoulin (Argos-Shimano), un sprint massif se profile. Bien emmené, l'Australien Simon Gerrans (Orica-GreenEDGE) lance le sprint, résiste au retour du Slovaque Peter Sagan (Cannondale) et s'impose avec une demi-roue d'avance. José Joaquín Rojas (Movistar) prend la troisième place. Jan Bakelants conserve le maillot jaune, Peter Sagan s'empare du maillot vert.

## Résultats

### Classement de l'étape
| Classement de la 3e étape | Classement de la 3e étape | Classement de la 3e étape | Classement de la 3e étape | Classement de la 3e étape |
|                           | Coureur                   | Pays                      | Équipe                    | Temps                     |
| ------------------------- | ------------------------- | ------------------------- | ------------------------- | ------------------------- |
| 1er                       | Simon Gerrans             | Australie                 | Orica-GreenEDGE           | en 3 h 41 min 24 s        |
| 2e                        | Peter Sagan               | Slovaquie                 | Cannondale                | m.t                       |
| 3e                        | José Joaquín Rojas        | Espagne                   | Movistar                  | m.t                       |
| 4e                        | Michał Kwiatkowski        | Pologne                   | Omega Pharma-Quick Step   | m.t                       |
| 5e                        | Philippe Gilbert          | Belgique                  | BMC Racing                | m.t                       |
| 6e                        | Juan Antonio Flecha       | Espagne                   | Vacansoleil-DCM           | m.t                       |
| 7e                        | Francesco Gavazzi         | Italie                    | Astana                    | m.t                       |
| 8e                        | Maxime Bouet              | France                    | AG2R La Mondiale          | m.t                       |
| 9e                        | Julien Simon              | France                    | Sojasun                   | m.t                       |
| 10e                       | Gorka Izagirre            | Espagne                   | Euskaltel Euskadi         | m.t                       |
| modifier                  |                           |                           |                           |                           |

### Points attribués
| Sprint intermédiaire de Sagone (km 28,5) | Sprint intermédiaire de Sagone (km 28,5) | Sprint intermédiaire de Sagone (km 28,5) | Sprint intermédiaire de Sagone (km 28,5) | Sprint intermédiaire de Sagone (km 28,5) |
| ---------------------------------------- | ---------------------------------------- | ---------------------------------------- | ---------------------------------------- | ---------------------------------------- |
|                                          | Coureur                                  | Pays                                     | Équipe                                   | Point(s)                                 |
| 1er                                      | Sébastien Minard                         | France                                   | AG2R La Mondiale                         | 20                                       |
| 2e                                       | Lieuwe Westra                            | Pays-Bas                                 | Vacansoleil-DCM                          | 17                                       |
| 3e                                       | Cyril Gautier                            | France                                   | Europcar                                 | 15                                       |
| 4e                                       | Alexis Vuillermoz                        | France                                   | Sojasun                                  | 13                                       |
| 5e                                       | Simon Clarke                             | Australie                                | Orica-GreenEDGE                          | 11                                       |
| 6e                                       | Marcel Kittel                            | Allemagne                                | Argos-Shimano                            | 10                                       |
| 7e                                       | André Greipel                            | Allemagne                                | Lotto-Belisol                            | 9                                        |
| 8e                                       | Mark Cavendish                           | Royaume-Uni                              | Omega Pharma-Quick Step                  | 8                                        |
| 9e                                       | Alexander Kristoff                       | Norvège                                  | Katusha                                  | 7                                        |
| 10e                                      | Peter Sagan                              | Slovaquie                                | Cannondale                               | 6                                        |
| 11e                                      | Kris Boeckmans                           | Belgique                                 | Vacansoleil-DCM                          | 5                                        |
| 12e                                      | Tom Veelers                              | Pays-Bas                                 | Argos-Shimano                            | 4                                        |
| 13e                                      | Fabio Sabatini                           | Italie                                   | Cannondale                               | 3                                        |
| 14e                                      | Gregory Henderson                        | Nouvelle-Zélande                         | Lotto-Belisol                            | 2                                        |
| 15e                                      | Maciej Bodnar                            | Pologne                                  | Cannondale                               | 1                                        |
| modifier                                 |                                          |                                          |                                          |                                          |

| Classement de l'étape | Classement de l'étape | Classement de l'étape | Classement de l'étape   | Classement de l'étape |
| --------------------- | --------------------- | --------------------- | ----------------------- | --------------------- |
|                       | Coureur               | Pays                  | Équipe                  | Point(s)              |
| 1er                   | Simon Gerrans         | Australie             | Orica-GreenEDGE         | 30                    |
| 2e                    | Peter Sagan           | Slovaquie             | Cannondale              | 25                    |
| 3e                    | José Joaquín Rojas    | Espagne               | Movistar                | 22                    |
| 4e                    | Michał Kwiatkowski    | Pologne               | Omega Pharma-Quick Step | 19                    |
| 5e                    | Philippe Gilbert      | Belgique              | BMC Racing              | 17                    |
| 6e                    | Juan Antonio Flecha   | Espagne               | Vacansoleil-DCM         | 15                    |
| 7e                    | Francesco Gavazzi     | Italie                | Astana                  | 13                    |
| 8e                    | Maxime Bouet          | France                | AG2R La Mondiale        | 11                    |
| 9e                    | Julien Simon          | France                | Sojasun                 | 9                     |
| 10e                   | Gorka Izagirre        | Espagne               | Euskaltel Euskadi       | 7                     |
| 11e                   | Edvald Boasson Hagen  | Norvège               | Sky                     | 6                     |
| 12e                   | Romain Bardet         | France                | AG2R La Mondiale        | 5                     |
| 13e                   | Cadel Evans           | Australie             | BMC Racing              | 4                     |
| 14e                   | Sergueï Lagoutine     | Ouzbékistan           | Vacansoleil-DCM         | 3                     |
| 15e                   | Elia Favilli          | Italie                | Lampre-Merida           | 2                     |
| modifier              |                       |                       |                         |                       |

### Cols et côtes
| Col de San Bastiano (km 12) 4e catégorie | Col de San Bastiano (km 12) 4e catégorie | Col de San Bastiano (km 12) 4e catégorie | Col de San Bastiano (km 12) 4e catégorie | Col de San Bastiano (km 12) 4e catégorie |
| ---------------------------------------- | ---------------------------------------- | ---------------------------------------- | ---------------------------------------- | ---------------------------------------- |
|                                          | Coureur                                  | Pays                                     | Équipe                                   | Point(s)                                 |
| 1er                                      | Simon Clarke                             | Australie                                | Orica-GreenEDGE                          | 1                                        |
| modifier                                 |                                          |                                          |                                          |                                          |

| Col de San Martino (km 58) 3e catégorie | Col de San Martino (km 58) 3e catégorie | Col de San Martino (km 58) 3e catégorie | Col de San Martino (km 58) 3e catégorie | Col de San Martino (km 58) 3e catégorie |
| --------------------------------------- | --------------------------------------- | --------------------------------------- | --------------------------------------- | --------------------------------------- |
|                                         | Coureur                                 | Pays                                    | Équipe                                  | Point(s)                                |
| 1er                                     | Simon Clarke                            | Australie                               | Orica-GreenEDGE                         | 2                                       |
| 2e                                      | Alexis Vuillermoz                       | France                                  | Sojasun                                 | 1                                       |
| modifier                                |                                         |                                         |                                         |                                         |

| Côte de Porto (km 75) 3e catégorie | Côte de Porto (km 75) 3e catégorie | Côte de Porto (km 75) 3e catégorie | Côte de Porto (km 75) 3e catégorie | Côte de Porto (km 75) 3e catégorie |
| ---------------------------------- | ---------------------------------- | ---------------------------------- | ---------------------------------- | ---------------------------------- |
|                                    | Coureur                            | Pays                               | Équipe                             | Point(s)                           |
| 1er                                | Simon Clarke                       | Australie                          | Orica-GreenEDGE                    | 2                                  |
| 2e                                 | Alexis Vuillermoz                  | France                             | Sojasun                            | 1                                  |
| modifier                           |                                    |                                    |                                    |                                    |

| Col de Marsolino (km 132) 2e catégorie | Col de Marsolino (km 132) 2e catégorie | Col de Marsolino (km 132) 2e catégorie | Col de Marsolino (km 132) 2e catégorie | Col de Marsolino (km 132) 2e catégorie |
| -------------------------------------- | -------------------------------------- | -------------------------------------- | -------------------------------------- | -------------------------------------- |
|                                        | Coureur                                | Pays                                   | Équipe                                 | Point(s)                               |
| 1er                                    | Pierre Rolland                         | France                                 | Europcar                               | 5                                      |
| 2e                                     | Mikel Nieve                            | Espagne                                | Euskaltel Euskadi                      | 3                                      |
| 3e                                     | Lars Petter Nordhaug                   | Norvège                                | Belkin                                 | 2                                      |
| 4e                                     | Jurgen Van den Broeck                  | Belgique                               | Lotto-Belisol                          | 1                                      |
| modifier                               |                                        |                                        |                                        |                                        |

## Classements à l'issue de l'étape

### Classement général
| Classement général | Classement général   | Classement général | Classement général      | Classement général  |
|                    | Coureur              | Pays               | Équipe                  | Temps               |
| ------------------ | -------------------- | ------------------ | ----------------------- | ------------------- |
| 1er                | Jan Bakelants        | Belgique           | RadioShack-Leopard      | en 12 h 21 min 27 s |
| 2e                 | Julien Simon         | France             | Sojasun                 | + 1 s               |
| 3e                 | Simon Gerrans        | Australie          | Orica-GreenEDGE         | + 1 s               |
| 4e                 | Michał Kwiatkowski   | Pologne            | Omega Pharma-Quick Step | + 1 s               |
| 5e                 | Edvald Boasson Hagen | Norvège            | Sky                     | + 1 s               |
| 6e                 | Daryl Impey          | Afrique du Sud     | Orica-GreenEDGE         | + 1 s               |
| 7e                 | David Millar         | Royaume-Uni        | Garmin-Sharp            | + 1 s               |
| 8e                 | Sergueï Lagoutine    | Ouzbékistan        | Vacansoleil-DCM         | + 1 s               |
| 9e                 | Cadel Evans          | Australie          | BMC Racing              | + 1 s               |
| 10e                | Romain Bardet        | France             | AG2R La Mondiale        | + 1 s               |
| modifier           |                      |                    |                         |                     |

### Classement par points
| Classement par points | Classement par points | Classement par points | Classement par points | Classement par points |
| --------------------- | --------------------- | --------------------- | --------------------- | --------------------- |
|                       | Coureur               | Pays                  | Équipe                | Point(s)              |
| 1er                   | Peter Sagan           | Slovaquie             | Cannondale            | 74 points             |
| 2e                    | Marcel Kittel         | Allemagne             | Argos-Shimano         | 57 pts                |
| 3e                    | Alexander Kristoff    | Norvège               | Katusha               | 48 pts                |
| modifier              |                       |                       |                       |                       |

### Classement du meilleur grimpeur
| Classement du meilleur grimpeur | Classement du meilleur grimpeur | Classement du meilleur grimpeur | Classement du meilleur grimpeur | Classement du meilleur grimpeur |
| ------------------------------- | ------------------------------- | ------------------------------- | ------------------------------- | ------------------------------- |
|                                 | Coureur                         | Pays                            | Équipe                          | Point(s)                        |
| 1er                             | Pierre Rolland                  | France                          | Europcar                        | 10 points                       |
| 2e                              | Simon Clarke                    | Australie                       | Orica-GreenEDGE                 | 5 pts                           |
| 3e                              | Blel Kadri                      | France                          | AG2R La Mondiale                | 5 pts                           |
| modifier                        |                                 |                                 |                                 |                                 |

### Classement du meilleur jeune
| Classement général du meilleur jeune | Classement général du meilleur jeune | Classement général du meilleur jeune | Classement général du meilleur jeune | Classement général du meilleur jeune |
|                                      | Coureur                              | Pays                                 | Équipe                               | Temps                                |
| ------------------------------------ | ------------------------------------ | ------------------------------------ | ------------------------------------ | ------------------------------------ |
| 1er                                  | Michał Kwiatkowski                   | Pologne                              | Omega Pharma-Quick Step              | en 12 h 21 min 28 s                  |
| 2e                                   | Romain Bardet                        | France                               | AG2R La Mondiale                     | m.t                                  |
| 3e                                   | Peter Sagan                          | Slovaquie                            | Cannondale                           | m.t                                  |
| modifier                             |                                      |                                      |                                      |                                      |

### Classement par équipes
| Classement par équipes | Classement par équipes | Classement par équipes | Classement par équipes |
|                        | Équipe                 | Pays                   | Temps                  |
| ---------------------- | ---------------------- | ---------------------- | ---------------------- |
| 1re                    | RadioShack-Leopard     | Luxembourg             | en 37 h 4 min 23 s     |
| 2e                     | BMC Racing             | États-Unis             | + 1 s                  |
| 3e                     | Vacansoleil-DCM        | Pays-Bas               | + 1 s                  |
| modifier               |                        |                        |                        |

## Abandons
- Yoann Bagot (Cofidis) : abandon
- Andrey Kashechkin (Astana) : abandon